# یاماچ‌یولو (هاناک)
یاماچ‌یولو (به ترکی استانبولی: Yamaçyolu، به ارمنی: Վարդասան) یک منطقهٔ مسکونی در ترکیه است که در هاناک واقع شده‌است.